# Longitarsus membranaceus
Longitarsus membranaceus är en skalbaggsart som först beskrevs av Foudras 1860.  Longitarsus membranaceus ingår i släktet Longitarsus, och familjen bladbaggar. Arten har ej påträffats i Sverige.